# Чари психотерапије
Чари психотерапије: отворено писмо новој генерацији терапеута и њиховим клијентима (енгл. The Gift of Therapy: An Open Letter to a New Generation of Therapists and Their Patients) је стручна монографија америчког егзистенцијалног психијатара, почасног професора психијатрије на Универзитету Станфорд, и књижевника Ирвина Давида Јалома (енгл. Irvin David Yalom) (1931). објављена 2001. године. Издање на српском језику објавила је издавачка кућа Психополис институт 2011. године из Новог Сада у преводу Василија Иде М. Васић.

## О аутору
Ирвин Д. Јалом је рођен 1931. у Вашингтону у породици руских емиграната. Аутор је неколико бестселера, као и стручних књига из области психотерапије. Данас је професор на универзитету и живи у Сан Франциску.

## О делу
Књига је скуп савета насталих из сакупљених бележака током четрдесепетогодшње клиничке праксе Ирвина Јалома.
Књига садржи 85 савета о психотерапији свим онима који раде са људима: психолозима, психијатрима, саветницима, и др.
Савете је груписао на следеће категорије: Природа односа терапеут – пацијент са посебним нагласком на овде и сада; Преусмеравање са процеса на садржај – предлози метода истраживања крајњих забринутости о смрти, смислу живота и слободи; Различита питања која се појављују у свакодневном терапијском раду; Коришћење снова у терапији; Опасности и предности терапијског рада.
Јалом је у књизи дао осврт на однос терапеута и клијента у 21. веку, као и на то које митове о психотерапији треба одбацити у новом времену.
Истиче да књига није списак рецепата по којима психотерапетути треба да делију, већ помоћ да пронађу свој сопствени начин у својим окружењима.